# Симоненко Дмитро Миколайович
Дмитро́ Микол́айович Симоне́нко — (1 травня 1990 року, с. Глинськ Роменського району Сумської області — 31 липня 2014 року,  м. Шахтарськ Донецької області) — український військовик, учасник російсько-української війни.

## Життєпис
Народився 1 травня 1990 року у селі Глинськ Роменського району Сумської області.
1 вересня 1996 року пішов до першого класу до Глинської загальноосвітньої школи І-ІІІ ступенів. Після отримання неповної середньої освіти, у 2007 році Дмитро вступив до Глинського професійного аграрного ліцею, де отримав безліч спеціальностей різних галузей: бухгалтер, пасічник, оператор комп'ютерного набору тощо.
З 2010 продовжив навчання на здобуття Вищої освіти у стінах Глухівського агротехнічного інституту імені С. А. Ковпака на заочній формі навчання, поєднавши освіту зі службою в лавах ЗСУ.
Влітку 2010 року у м. Кам'янець-Подільський Хмельницької області склав присягу. Відтоді на військовій службі, був водієм, командиром відділення парашутно-десантного взводу. Водій-кранівник, 25-а окрема повітрянодесантна бригада.
31 липня 2014-го загинув під час обстрілів бойовиками з РСЗВ «Град» позицій українських військовиків та одночасної атаки із засідки на колону БТРів десантників поблизу Шахтарська. Сержант Симоненко загинув, прикриваючи маневр свого підрозділу, осколок влучив між пластинами бронежилета й завдав смертельного поранення.
Похований Дмитро на малій батьківщині — у Глинську, на Сумщині. Вдома залишились мама, сестра, дружина та прийомний син.
Школярі Новомосковська отримуватимуть стипендії імені земляків-героїв.
Кращі учні шкіл Новомосковська, Дніпропетровської області, де проживав в останні роки свого життя Дмитро Симоненко, отримуватимуть стипендії імені Героїв ІІ Світової війни та імені загиблих героїв АТО.
Учні в Новомосковської ЗЗСО № 16 отримують стипендію імені сержанта Симоненка Дмитра Миколайовича. Їх отримують учні 9-х класів та 11-х класів, які беруть активну участь у національно-патріотичних заходах щодо увічнення пам'яті про подвиг Героїв ІІ Світової війни, участь у громадській та волонтерській діяльності і національно-патріотичних заходах, мають зразкову поведінку, високі моральні якості.
Стипендії вручатимуть щороку на міському мітингу до Дня Перемоги та на урочистостях з нагоди Дня Захисника України.

## Нагороди
14 листопада 2014 року за особисту мужність і героїзм, виявлені у захисті державного суверенітету та територіальної цілісності України, вірність військовій присязі під час російсько-української війни, відзначений — нагороджений орденом «За мужність» III ступеня (посмертно).